# ATP Champions Tour
ATP Champions Tour, também conhecido por Torneio dos Grandes Campeões de Tênis é um circuito internacional de tênis para jogadores que pararam de jogar profissionalmente. Assim, ele reúne os grandes nomes da história do tênis mundial, que revivem no circuito alguns clássicos mais emocionantes do esporte. O torneio é restrito a finalistas de Grand Slams, campeões da Copa Davis ou jogadores que atingiram o posto de número 1 do mundo (além de dois convidados em cada torneio), garantindo assim o alto nível de cada etapa.
O circuito possui 10 etapas ao redor do mundo e um torneio "Master" ao fim da temporada reunindo os atletas que mais pontos marcaram no ranking. O circuito é aberto para tenistas com mais de 30 anos.
Entre os tenistas que o disputam, estão John McEnroe, Björn Borg, Mats Wilander, Goran Ivanisevic e Sergi Bruguera.
O brasileiro Fernando Meligeni disputou uma etapa em 2007, no Algarve, Portugal, obtendo o segundo lugar ao ser derrotado pelo espanhol Sergi Bruguera.
Em 2012 foram realizadas etapas em Delray Beach (EUA), Estocolmo (Suécia), Zurique (Suíça), São Paulo, Medellín (Colômbia), Knokke-Heist (Bélgica), Chengdu (China), Santiago (Chile) e Londres (Inglaterra), que encerrou a temporada. Com a inclusão do Grand Champions Rio no calendário do ATP Champions Tour, o Brasil passou a ser o único país a receber duas etapas do evento.

## Vencedores do Circuito (por Ano)
| Ano  | Jogador              |
| ---- | -------------------- |
| 1998 | John McEnroe         |
| 1999 | John McEnroe (2)     |
| 2000 | John McEnroe (3)     |
| 2001 | John McEnroe (4)     |
| 2002 | Petr Korda           |
| 2003 | John McEnroe (5)     |
| 2004 | Jim Courier          |
| 2005 | Goran Ivanišević     |
| 2006 | Marcelo Ríos         |
| 2007 | Sergi Bruguera       |
| 2008 | Goran Ivanišević (2) |
| 2009 | Thomas Enqvist       |
| 2010 | Thomas Enqvist (2)   |
| 2011 | Carlos Moyá          |
| 2012 | Carlos Moyá (2)      |

## 2000
| Torneio                 | Campeão         | Vice-Campeão    | Placar (Final)    | Terceiro Lugar  |
| ----------------------- | --------------- | --------------- | ----------------- | --------------- |
| Dublin                  | John McEnroe    | Henri Leconte   | 6–4, 6–3          | Pat Cash        |
| Naples, Florida         | John McEnroe    | Henri Leconte   | 6–0, 0–1 retired  | None            |
| Doha                    | Björn Borg      | Mats Wilander   | 3–6, 6–3, [10–8]  | John McEnroe    |
| Majorca                 | Anders Järryd   | Mats Wilander   | 6–1, 6–1          | Pat Cash        |
| Richmond, Virginia      | John McEnroe    | Andrés Gómez    | 6–1, 6–2          | None            |
| Raleigh, North Carolina | John McEnroe    | Mats Wilander   | 6–1, 6–4          | None            |
| New York, New York      | Mikael Pernfors | Henri Leconte   | 6–2, 6–2          | None            |
| San Diego, California   | Pat Cash        | John McEnroe    | 6–3, 7–5          | Andrés Gómez    |
| Aland                   | Björn Borg      | Anders Järryd   | 6–3, 5–7, [11–9]  | Veli Paloheimo  |
| Chicago,IL              | John McEnroe    | Mats Wilander   | 6–2, 6–4          | None            |
| Paris                   | Guy Forget      | Pat Cash        | 7–6,6–2           | John McEnroe    |
| Palo Alto, California   | John McEnroe    | José Luis Clerc | 6–2, 6–3          | None            |
| Geneva                  | John McEnroe    | Guy Forget      | 7–6, 6–2          | Yannick Noah    |
| Singapore               | John McEnroe    | Mansour Bahrami | 6–2, 6–2          | None            |
| Hong Kong               | John McEnroe    | Mats Wilander   | 6–1, 6–3          | Mikael Pernfors |
| Frankfurt               | John McEnroe    | Henri Leconte   | 6–1, 6–3          | Mikael Pernfors |
| London                  | Pat Cash        | John McEnroe    | 6–7, 7–5, [14–12] | None            |

## 2001
| Torneio                   | Campeão      | Vice-Campeão | Placar (Final)      | Terceiro Lugar |
| ------------------------- | ------------ | ------------ | ------------------- | -------------- |
| Dublin                    | John McEnroe | Guy Forget   | 7–6(7), 7–6(6)      | Pat Cash       |
| Naples, Florida           | Andrés Gómez | John McEnroe | 3–6, 6–3, [11–9]    | None           |
| Newport Beach, California | John McEnroe | Pat Cash     | 7–6(4), 5–7, [10–7] | None           |
| London                    | Guy Forget   | Petr Korda   | 7–5, 6–7(5), [10–7] | None           |

## 2002
| Torneio     | Campeão      | Vice-Campeão  | Placar (Final)   | Terceiro Lugar |
| ----------- | ------------ | ------------- | ---------------- | -------------- |
| Majorca     | Yannick Noah | Anders Järryd | 7–5, 2–6, [10–6] | Henri Leconte  |
| Algarve     | John McEnroe | Andrés Gómez  | 6–2, 6–3         | Carl-Uwe Steeb |
| Graz        | Boris Becker | Petr Korda    | 6–4, 6–4         | None           |
| Paris       | Jakob Hlasek | Yannick Noah  | 4–6, 6–2, [10–3] | None           |
| Eindhoven   | John McEnroe | Petr Korda    | 3–6, 6–3, [10–3] | Paul Haarhuis  |
| Monte Carlo | Petr Korda   | John McEnroe  | 6–4, 6–4         | Yannick Noah   |
| Frankfurt   | Petr Korda   | Michael Stich | 6–3, 6–4         | John McEnroe   |
| London      | Petr Korda   | Michael Stich | 6–1, 6–4         | Henri Leconte  |

## 2003
| Torneio     | Campeão       | Vice-Campeão    | Placar (Final)       | Terceiro Lugar |
| ----------- | ------------- | --------------- | -------------------- | -------------- |
| Brussel     | John McEnroe  | Guy Forget      | 6–2, 6–7(12), [10–6] | Filip Dewulf   |
| Algarve     | Michael Stich | John McEnroe    | 6–4, 6–0             | Jeremy Bates   |
| Graz        | Boris Becker  | Mats Wilander   | 7–5. 6–0             | Thomas Muster  |
| Paris       | Guy Forget    | Guillaume Raoux | 6–1, 6–2             | Yannick Noah   |
| Eindhoven   | John McEnroe  | Petr Korda      | 2–6, 6–3, [10–8]     | Jan Siemerink  |
| Monte Carlo | John McEnroe  | Petr Korda      | 6–2, 6–2             | Thomas Muster  |
| London      | John McEnroe  | Guy Forget      | 7–6, 6–2             | None           |

## 2004
| Torneio    | Campeão          | Vice-Campeão     | Placar (Final)      | Terceiro Lugar   |
| ---------- | ---------------- | ---------------- | ------------------- | ---------------- |
| Rome       | Thomas Muster    | Mats Wilander    | 6–4, 6–4            | Omar Camporese   |
| Algarve    | Jim Courier      | Richard Krajicek | 6–2, 6–7(6), [11–9] | Emilio Sánchez   |
| Seiersberg | Boris Becker     | Thomas Muster    | 6–2, 6–4            | Sergi Bruguera   |
| Paris      | Sergi Bruguera   | Jim Courier      | 6–2, 6–4            | Michael Stich    |
| Eindhoven  | Goran Ivanišević | Jim Courier      | 7–6(4), 7–6(7)      | Thomas Muster    |
| Brussels   | Jim Courier      | Guy Forget       | 2–6, 7–6(3), [10–5] | Richard Krajicek |
| London     | Jim Courier      | Thomas Muster    | 7–6(4), 6–4         | None             |

## 2005
| Torneio         | Campeão          | Vice-Campeão     | Placar (Final)   | Terceiro Lugar   |
| --------------- | ---------------- | ---------------- | ---------------- | ---------------- |
| Frankfurt       | John McEnroe     | Cédric Pioline   | 6–2, 6–4         | Goran Ivanišević |
| Doha            | Sergi Bruguera   | Pat Cash         | 6–3, 6–1         | Cédric Pioline   |
| Hong Kong       | Goran Ivanišević | Pat Cash         | 6–2, 6–4         | Thomas Muster    |
| Rome            | Thomas Muster    | Jim Courier      | 6–7, 6–1, [10–4] | John McEnroe     |
| Novi Vinodolski | Cédric Pioline   | Goran Ivanišević | 6–3, 7–6(4)      | Thomas Muster    |
| Algarve         | John McEnroe     | Pat Cash         | 6–1, 7–5         | Paul Haarhuis    |
| Seiersberg      | Thomas Muster    | Goran Ivanišević | 6–4, 3–6, [10–7] | Alex Antonitsch  |
| Paris           | Jim Courier      | Cédric Pioline   | 7–6(4), 6–4      | Sergi Bruguera   |
| Eindhoven       | Goran Ivanišević | Richard Krajicek | 7–6, 7–6         | John McEnroe     |
| Essen           | Goran Ivanišević | John McEnroe     | 6–3, 6–4         | Anders Järryd    |
| London          | Paul Haarhuis    | Jim Courier      | 6–3, 7–6(2)      | None             |

## 2006
| Torneio         | Campeão          | Vice-Campeão     | Placar (Final)      | Terceiro Lugar   |
| --------------- | ---------------- | ---------------- | ------------------- | ---------------- |
| Doha            | Marcelo Ríos     | Cédric Pioline   | 6–2, 6–2            | Richard Krajicek |
| Hong Kong       | Marcelo Ríos     | Thomas Muster    | 6–3, 6–3            | Cédric Pioline   |
| Barcelona       | Sergi Bruguera   | Carlos Costa     | 6–1, 6–4            | Richard Krajicek |
| Rome            | Renzo Furlan     | Sergi Bruguera   | 6–4, 4–6, [13–11]   | Cédric Pioline   |
| Algarve         | Marcelo Ríos     | John McEnroe     | 6–2, 6–4            | Carl-Uwe Steeb   |
| Graz-Seiersberg | Marcelo Ríos     | Thomas Muster    | 7–6(1), 7–6(5)      | Goran Ivanišević |
| Paris           | Marcelo Ríos     | Goran Ivanišević | 7–5, 6–3            | Cédric Pioline   |
| Eindhoven       | Marcelo Ríos     | Wayne Ferreira   | 6–3,6–1             | Richard Krajicek |
| Frankfurt       | Goran Ivanišević | John McEnroe     | 7–6(12), 7–6(1)     | Paul Haarhuis    |
| London          | Paul Haarhuis    | Goran Ivanišević | 7–6(4), 5–7, [10–7] | None             |

## 2007
| Torneio   | Campeão           | Vice-Campeão      | Placar (Final)          | Terceiro Lugar   |
| --------- | ----------------- | ----------------- | ----------------------- | ---------------- |
| Belfast   | Anders Järryd     | Henri Leconte     | 6–4, 6–2                |                  |
| Barcelona | Sergi Bruguera    | Jordi Arrese      | 4–6, 6–1, [10–2]        | Cédric Pioline   |
| Rome      | Sergi Bruguera    | Wayne Ferreira    | 6–3, 6–4                | Henri Leconte    |
| Hamburg   | Sergi Bruguera    | Thomas Muster     | 6–1, 6–4                | Goran Ivanišević |
| Algarve   | Sergi Bruguera    | Fernando Meligeni | 6–1, 6–4                | Cédric Pioline   |
| Graz      | Michael Stich     | Cédric Pioline    | 6–2, 4–6, [10–7]        | Thomas Muster    |
| Paris     | Sergi Bruguera    | Guy Forget        | 6–4, 6–3                | Cédric Pioline   |
| Eindhoven | Sergi Bruguera    | Paul Haarhuis     | 7–6(6), 6–3             | John McEnroe     |
| Liege     | Magnus Gustafsson | Henri Leconte     | 6–4, 6–4                | Paul Haarhuis    |
| Frankfurt | Paul Haarhuis     | Anders Järryd     | 7–6(6), 6–7(14), [10–8] | Michael Stich    |
| São Paulo | Sergi Bruguera    | Fernando Meligeni | 7–6(3), 6–4             | Mats Wilander    |
| London    | Paul Haarhuis     | Guy Forget        | 6–1, 6–7, [10–4]        | None             |

## 2008
| Torneio    | Campeão          | Vice-Campeão        | Placar (Final)         | Terceiro Lugar    |
| ---------- | ---------------- | ------------------- | ---------------------- | ----------------- |
| Belfast    | Anders Järryd    | Mikael Pernfors     | 6–3, 7–6               | None              |
| Barcelona  | Marcelo Ríos     | Michael Stich       | 6–3, 6–3               | Cédric Pioline    |
| Rome *     | Thomas Muster    | Henri Leconte       | 6–3, 6–3               | None              |
| Hamburg    | Michael Stich    | Marc-Kevin Goellner | 6–2, 7–6(4)            | Pat Cash          |
| São Paulo  | Pete Sampras     | Marcelo Ríos        | 6–2, 7–6(5)            | Jaime Oncins      |
| Istanbul   | Goran Ivanišević | Fernando Meligeni   | 6–4, 6–4               | Cédric Pioline    |
| Graz       | Patrick Rafter   | Michael Stich       | 6–3, 7–6(4)            | Henri Leconte     |
| Algarve    | Marcelo Ríos     | Goran Ivanišević    | 6–4 ret.               | Sergi Bruguera    |
| Paris      | Stefan Edberg    | Sergi Bruguera      | 3–6, 7–5, [10–5]       | Cédric Pioline    |
| Luxembourg | John McEnroe     | Henri Leconte       | 6–1, 6–4               | Johnny Goudenbour |
| Eindhoven  | Richard Krajicek | Goran Ivanišević    | 7–6(5), 6–4            | Sergi Bruguera    |
| Budapest   | Goran Ivanišević | Henri Leconte       | 7–6(0), 6–3            | John McEnroe      |
| London     | Cédric Pioline   | Greg Rusedski       | 6–7(4), 7–6(3), [11–9] | None              |

- Only 4 participants

## 2009
| Torneio   | Campeão        | Vice-Campeão      | Placar (Final)      | Terceiro Lugar     |
| --------- | -------------- | ----------------- | ------------------- | ------------------ |
| Barcelona | Felix Mantilla | Albert Costa      | 6–4, 6–1            | Magnus Gustafsson  |
| São Paulo | Thomas Enqvist | Fernando Meligeni | 7–6(3), 6–3         | Henri Leconte      |
| Algarve   | Greg Rusedski  | Stefan Edberg     | 6–3, 6–4            | Fernando Meligeni  |
| Paris     | Thomas Enqvist | Michael Chang     | 6–4, 7–6(5)         | Stefan Edberg      |
| Chengdu   | Thomas Enqvist | Goran Ivanišević  | 7–5, 6–2            | Yevgeny Kafelnikov |
| London    | Patrick Rafter | Stefan Edberg     | 6–7(5), 6–4, [11–9] | None               |

## 2010
| Torneio      | Campeão          | Vice-Campeão     | Placar (Final)    | Terceiro Lugar     |
| ------------ | ---------------- | ---------------- | ----------------- | ------------------ |
| Delray Beach | Patrick Rafter   | John McEnroe     | 7–6(4), 7–6(1)    | Mats Wilander      |
| Zurique      | Stefan Edberg    | Goran Ivanišević | 3–6, 6–3, [12–10] | Richard Krajicek   |
| Bogotá       | Thomas Enqvist   | Wayne Ferreira   | 7–6(4), 6–4       | Yevgeny Kafelnikov |
| Barcelona    | Goran Ivanišević | Thomas Enqvist   | 6–4, 6–4          | Juan Balcells      |
| São Paulo    | Thomas Enqvist   | Guy Forget       | 3–6, 6–4, [10–3]  | Yevgeny Kafelnikov |
| Algarve      | Thomas Enqvist   | Thomas Muster    | 6–4, 6–4          | Goran Ivanišević   |
| Knokke       | Goran Ivanišević | Pat Cash         | 3–6, 6–3, [10–4]  | Guy Forget         |
| Paris        | John McEnroe     | Guy Forget       | 7–5, 6–4          | None               |
| Chengdu      | Greg Rusedski    | Pete Sampras     | 6–4, 6–2          | Thomas Enqvist     |
| Sydney       | Patrick Rafter   | John McEnroe     | 6–2, 6–2          | Thomas Enqvist     |
| London       | Goran Ivanišević | Todd Martin      | 6–2, 6–4          | None               |

## 2011
| Torneio      | Campeão            | Vice-Campeão      | Placar (Final)      | Terceiro Lugar   |
| ------------ | ------------------ | ----------------- | ------------------- | ---------------- |
| Delray Beach | Mark Philippoussis | Aaron Krickstein  | 6–3, 6–2            | None             |
| Zurique      | Mark Philippoussis | Tim Henman        | 6-3, 7-6(3)         | Goran Ivanišević |
| Bogota       | Mark Philippoussis | Carlos Moya       | 7-5, 6-7(3), [10-4] | Thomas Muster    |
| São Paulo    | Carlos Moyá        | Thomas Enqvist    | 7-6(0), 6-3         | Flavio Saretta   |
| Knokke-Heist | Carlos Moyá        | Richard Krajicek  | 6-3, 6-2            | Guy Forget       |
| Chengdu      | Carlos Moyá        | Younes El Aynaoui | 6-2, 7-6(6)         | Pete Sampras     |
| Santiago     | Carlos Moya        | Mariano Zabaleta  | 6–3, 6–4            | Marcelo Rios     |
| London       | Tim Henman         | Thomas Enqvist    | 6–3, 7–6(2)         | None             |

## 2012
| Torneio             | Campeão          | Vice-Campeão       | Placar (Final)        | Terceiro Lugar     |
| ------------------- | ---------------- | ------------------ | --------------------- | ------------------ |
| Delray Beach        | Carlos Moya      | Ivan Lendl         | 6–4, 6–4              | Michael Chang      |
| Estocolmo           | John McEnroe     | Magnus Larsson     | 6–3, 3–6, [10–7]      | Goran Ivanisevic   |
| Zurique             | Carlos Moya      | Stefan Edberg      | 3–6, 7–5, [10–8]      | Mark Philippoussis |
| Medellin            | Carlos Moya      | Greg Rusedski      | 6–4, 6–4              | Fabrice Santoro    |
| São Paulo           | Fabrice Santoro  | Mark Philippoussis | 6–3, 6–4              | Thomas Enqvist     |
| Knokke-Heist        | Goran Ivanisevic | Thomas Enqvist     | 7–6(7–3), 2–6, [10–6] | None               |
| London              | Fabrice Santoro  | Tim Henman         | 7–5, 6–3              | None               |
| Grand Champions Rio | Thomas Enqvist   | Fabrice Santoro    | 6–3, 4–6, [10–7]      | Marcos Daniel      |

## 2013
| Torneio      | Campeão          | Vice-Campeão       | Placar (Final)   | Terceiro Lugar   |
| ------------ | ---------------- | ------------------ | ---------------- | ---------------- |
| Delray Beach | Carlos Moyá      | John McEnroe       | 6–4, 6–2         | Aaron Krickstein |
| Estocolmo    | Stefan Edberg    | John McEnroe       | 6–4, 6–3         | Magnus Larsson   |
| Edinburgh    | Thomas Enqvist   | Mark Philippoussis | 4–6, 7–5, [10–8] | None             |
| Knokke-Heist | Goran Ivanisevic | Guy Forget         | 6–3, 3–6, [10–4] | None             |
| London       | Patrick Rafter   | Tim Henman         | 6–3, 6–1         | None             |

## Ver Também
- Grand Champions Brasil